# Antonin Scalia
Antonin Gregory Scalia (ur. 11 marca 1936 w Trenton, zm. 13 lutego 2016) – amerykański prawnik, sędzia. W 1986 został mianowany przez prezydenta Ronalda Reagana w skład Sądu Najwyższego USA i zasiadał w nim do śmierci. Znany był także pod zdrobniałym imieniem Nino.

## Życiorys
Urodził się w Trenton w stanie New Jersey w rodzinie pochodzenia włoskiego. Kiedy miał 5 lat, jego rodzina przeprowadziła się do Nowego Jorku.
W latach 1961–1967 praktykował prawo, zaś w 1967 został profesorem na University of Virginia. Potem pracował w administracjach prezydentów Richarda Nixona i Geralda Forda (u tego ostatniego jako zastępca prokuratora generalnego). Następnie był sędzią sądu apelacyjnego w Dystrykcie Kolumbii do czasu, gdy prezydent Reagan mianował go sędzią SN.
Uchodził za jednego z najbardziej konserwatywnych sędziów SN USA w ostatnich dekadach. Był m.in. zdecydowanym przeciwnikiem uznania kary śmierci za sprzeczną z Konstytucją i ograniczania prawa stanów do regulowania aborcji. Tradycjonalista katolicki.
10 grudnia 2008 otrzymał nagrodę im. Pawła Włodkowica, przyznawaną przez Rzecznika Praw Obywatelskich.
Zmarł 13 lutego 2016, miesiąc przed 80 urodzinami. Na pozostawione przez niego miejsce w Sądzie Najwyższym 16 marca 2016 prezydent Barack Obama nominował sędziego Merricka Garlanda, którego kandydatury Senat nie poddał pod głosowanie. Kolejny prezydent Donald Trump nominował innego kandydata – Neila Gorsucha, który zajął miejsce Antonina Scalii 10 kwietnia 2017 roku.
W 2018 pośmiertnie otrzymał Prezydencki Medal Wolności.
W 2018 filmie Vice w reżyserii Adama McKaya w postać Scalii wcielił się Matthew Jacobs.